# Треттнер, Хайнрих
Хайнрих Треттнер (нем. Heinrich Trettner; 19 сентября 1907 — 18 сентября 2006) — немецкий офицер, участник Испанской гражданской и Второй мировой войн, генерал-лейтенант, кавалер Рыцарского креста с Дубовыми листьями.

## Начало военной карьеры
В апреле 1925 года поступил на военную службу, фанен-юнкером (кандидат в офицеры), в кавалерийский полк. С февраля 1929 года — лейтенант. С ноября 1932 года — в отставке, обучался в гражданском лётном училище и в военно-воздушных силах Италии. С октября 1933 года — вновь на военной службе. С 1934 года — в люфтваффе. С января 1935 года — капитан.
С 22 ноября 1936 года — участвовал в Гражданской войне в Испании, в штабе легиона «Кондор». С 15 сентября 1937 по 13 января 1938 года — командир бомбардировочной эскадрильи легиона «Кондор». Награждён испанским орденом и Золотым Испанским крестом с мечами.
По возвращении из Испании — учился в военной академии. С июня 1939 года — начальник штаба 7-й воздушно-десантной дивизии. С августа 1939 года — майор.

## Вторая мировая война
В мае 1940 года участвовал в захвате Нидерландов и Бельгии. Награждён Железными крестами обеих степеней и Рыцарским крестом (№ 41).
С 15 декабря 1940 года — начальник штаба 11-го воздушного корпуса (воздушно-десантного).
В мае-июне 1941 года — организовывал воздушные десанты в Греции (Коринфский канал) и на остров Крит.
С 24 сентября 1941 года — на Восточном фронте (Ленинград, Волхов, Ржев). С октября 1941 года — подполковник.
С марта 1943 года — полковник. С октября 1943 года — командир формирующейся 4-й парашютной дивизии (в Италии).
В 1944 году — бои в Италии против американо-британских войск (Анцио, Рим). С июля 1944 года — генерал-майор. В сентябре 1944 года — награждён Дубовыми листьями к Рыцарскому кресту.
В 1945 году — бои в северной Италии. С апреля 1945 года — генерал-лейтенант. 3 мая 1945 года, после капитуляции немецких войск в Италии, взят в британский плен.

## После войны
Отпущен из британского плена в апреле 1948 года.
С ноября 1956 года — вновь на военной службе (в бундесвере, в звании генерал-майора). Начальник департамента командования войск НАТО в Европе (Париж).
С марта 1960 года — командующий 1-м корпусом бундесвера. С октября 1960 года — генерал-лейтенант. С октября 1963 года — начальник штаба воздушных сил бундесвера. С января 1964 года — в звании генерала, на должности генерального инспектора бундесвера.
С 25 августа 1966 года — в отставке.
За время службы в бундесвере награждён:
- крест Почётного Легиона (США)
- орден королевы Виктории (Великобритания)
- орден короля Георга I (Греция)
- орден «За заслуги» (Италия)
- орден Почётного Легиона (Франция) (в 1969 году)